# M型电动车组
北京地铁M型电动车组是北京地铁第二代车辆（斩波调压车），由东急车辆工厂生产制造，1984年9月19日交付使用，现已退出运营。其中，H3011车现存于北京地铁10号线万柳车辆段，H3012、H3013车已拆解。
另有姊妹型天津地铁TJ-1000型电动车组，由东急车辆工厂生产、长春客车厂组装，1987年12月28日完成总装，现已退出运营。

## 登场经历
1982年10月20日，东急车辆工厂签订了3辆北京地铁列车的合同。
1984年9月19日，由东急车辆工厂制造的北京地铁3000系列车在北京完成交付仪式。
列车最初在2号线运营，2002年开始在13号线运营（编号H3011-H3013），在13号线列车DKZ5型和DKZ6型陆续到齐后退出运营，后一度作为5号线、8号线、10号线的冷滑试验车和界限测试车。其中，H3011车现存于北京地铁10号线万柳车辆段，H3012、H3013车已拆解。

## 车辆概况
共1组3辆，两动一拖，第三轨受电。轴箱弹簧装置采用了二级刚度圆弹簧和单侧双拉板定位。每车共4对车门，为内藏门，采用轴流式风机通风，设紧急报警按钮，门区有线路图，采用自动报站广播(TC车为人工报站)。先头车长19000mm，端头中部设有逃生门。属C型地铁车辆，车宽2600mm。车辆外观与东武10030系电车、小田急1000形电车接近。

## 编组
|          | M ←西直门方向东直门方向→ |           |            |
| 車廂編號 | 1                        | 2         | 3          |
| 集電靴   | 有                       | 有        |            |
| 形式區分 | H3011 (Mc)               | H3012 (M) | H3013 (Tc) |
| 动力单元 | 单元1                    | 单元1     | 单元1      |
| 其他設備 |                          |           |            |
| 安裝機器 |                          |           |            |
| 車輛重量 | 37.0t                    | 37.0t     | 28.0t      |
| 載客量   | 150人                    | 169人     | 150人      |